# Манавгат
Манавгат (на турски: Manavgat) е град и общински център във вилает Анталия, Турция, на 72 километра от град Анталия. Река Манавгат протича през града и на 3 километра се намира водопадът Манавгат.

## География
Град Манавгат се намира между Тавърската планина на север и брегът на Средиземно море на юг, в плодородна равнина, благоприятстваща земеделието и животновъдството. Освен на селското стопанство, икономиката на Манавгат разчита и на туризма, благодарение на забележителности като едноименните река и водопад, дългата 64 километра плажна ивица, каньонът Кьопрлю, пещерата Тилкилер.
Климатът е средиземноморски с горещи, сухи лета и топли, влажни зими. Пълноводната река Манавгат с двата построени по нея язовира - „Оймапънар“ и „Манавгат“, се ползва за иригационни нужди. Последният един километър преди устието на реката, тя протича успоредно на морето, като между тях се образува тясна дълга пясъчна ивица, което дава на туристите рядката възможност да редуват къпането в река и море.

## История
Манавгат се намира в историческата област Памфилия. В съседство се намират древните градове Сиде, Селге, датиращи от VI в. пр.н.е. и Селевкия, основана около 300 г. пр.н.е. Самият град Манавгат е бил завладян от селджукските турци през 1220 година и става част от Османската империя през 1472 година.
|  | Тази страница частично или изцяло представлява превод на страницата Manavgat в Уикипедия на английски. Оригиналният текст, както и този превод, са защитени от Лиценза „Криейтив Комънс – Признание – Споделяне на споделеното“, а за съдържание, създадено преди юни 2009 година – от Лиценза за свободна документация на ГНУ. Прегледайте историята на редакциите на оригиналната страница, както и на преводната страница, за да видите списъка на съавторите. ВАЖНО: Този шаблон се отнася единствено до авторските права върху съдържанието на статията. Добавянето му не отменя изискването да се посочват конкретни източници на твърденията, които да бъдат благонадеждни. |